# بیزنس آبجکتس
بیزنس آبجکتس (انگلیسی: Business Objects) شرکت نرم‌افزار آمریکایی است، که در سال ۱۹۹۰ تأسیس شد.